# Монжискар
Монжиска́р (фр. и окс. Montgiscard) — коммуна во Франции, находится в регионе Юг — Пиренеи. Департамент — Верхняя Гаронна. Административный центр кантона Монжискар. Округ коммуны — Тулуза.
Код INSEE коммуны — 31381.

## География

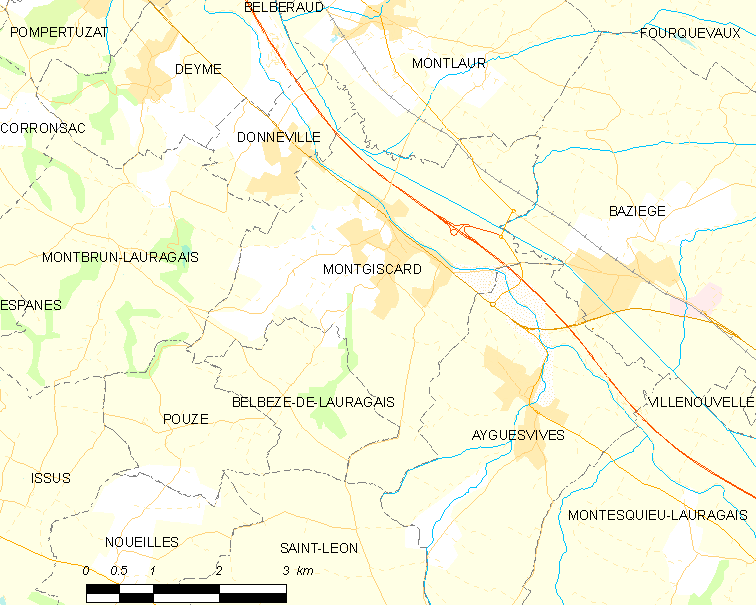
Карта коммуны

Коммуна расположена приблизительно в 610 км к югу от Парижа, в 20 км к юго-востоку от Тулузы.
На северо-востоке коммуны проходит Южный канал.

## Климат
Климат умеренно-океанический. Зима мягкая и снежная, весна характеризуется сильными дождями и грозами, лето сухое и жаркое, осень солнечная. Преобладают сильные юго-восточные и северо-западные ветры.

## Население
Население коммуны на 2010 год составляло 2068 человек.
| 1962 | 1968 | 1975 | 1982 | 1990 | 1999 | 2010 |
| ---- | ---- | ---- | ---- | ---- | ---- | ---- |
| 809  | 873  | 1281 | 1575 | 1792 | 1945 | 2068 |

## Администрация
| Период | Период | Фамилия         | Партия                  | Примечания |
| ------ | ------ | --------------- | ----------------------- | ---------- |
| 1965   | 1983   | Луи Лаарраг     | Разные правые           |            |
| 1983   | 1995   | Жан-Жак Веласко | Социалистическая партия |            |
| 1995   | 2014   | Люси Вуанше     | Социалистическая партия |            |
| 2014   | 2020   | Лоран Форе      | Разные левые            |            |

## Экономика
В 2010 году среди 1339 человек трудоспособного возраста (15—64 лет) 1042 были экономически активными, 297 — неактивными (показатель активности — 77,8 %, в 1999 году было 75,4 %). Из 1042 активных жителей работали 985 человек (499 мужчин и 486 женщин), безработных было 57 (31 мужчина и 26 женщин). Среди 297 неактивных 111 человек были учениками или студентами, 120 — пенсионерами, 66 были неактивными по другим причинам.

## Достопримечательности
- Церковь Св. Андрея (XV век). Исторический памятник с 1926 года[4]
- Часовня Нотр-Дам (XIII век)
- Замок Роквиль (XV век)
- Водный мост Нострезенье

## Города-побратимы
- Камполонго-Тапольяно (Италия) (2005)

## Фотогалерея

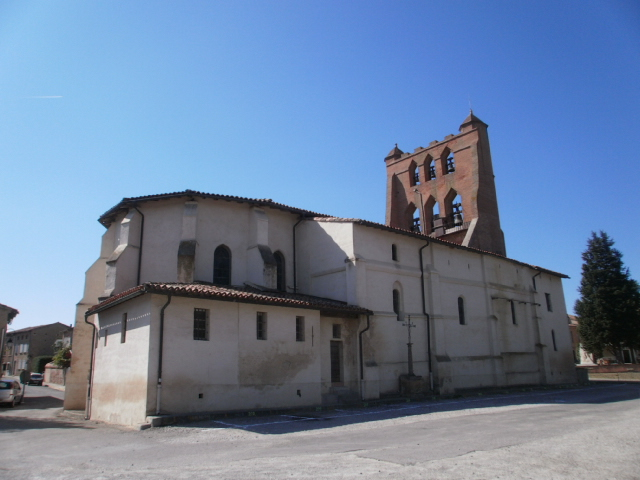
Церковь Св. Андрея
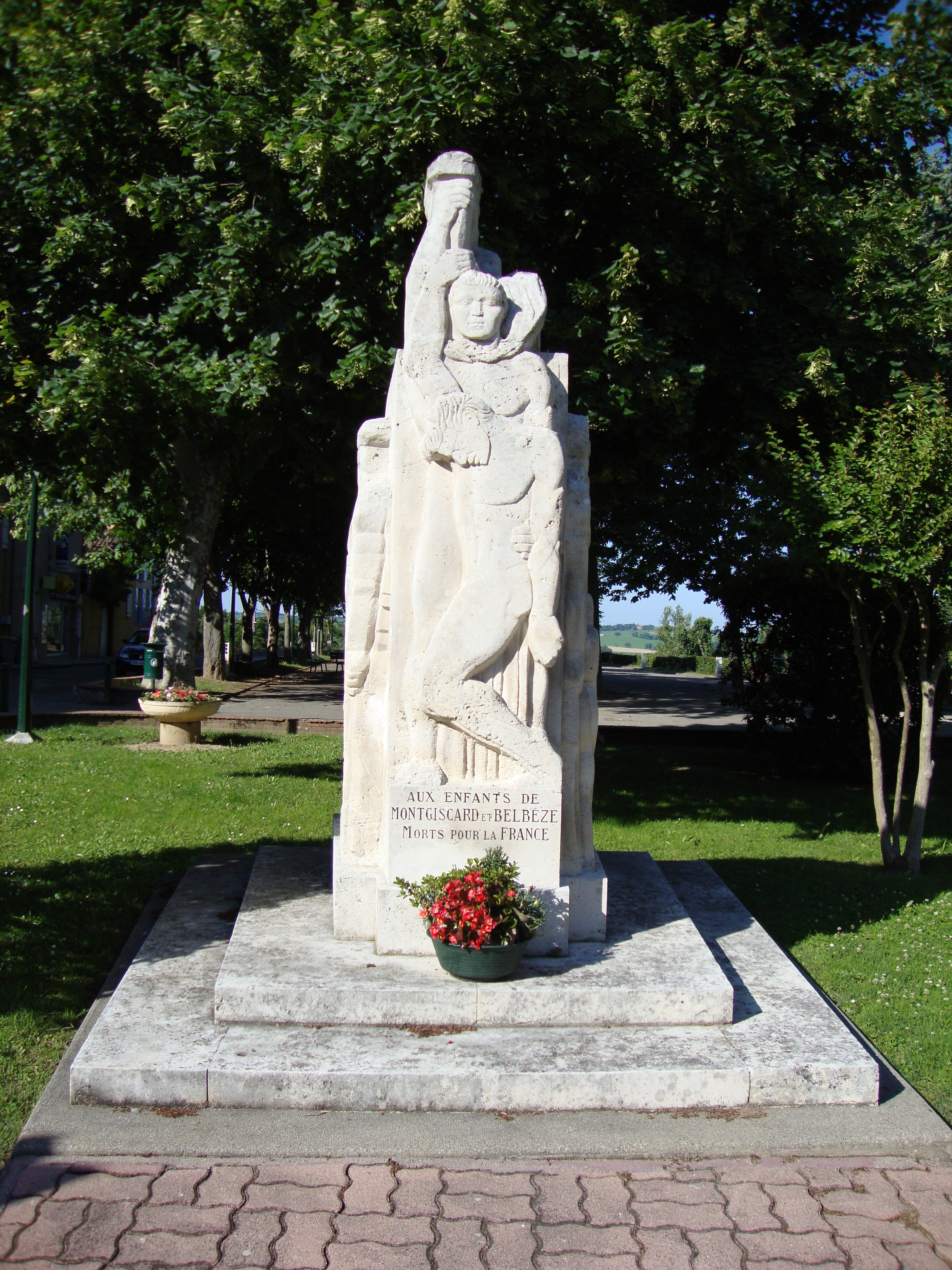
Военный мемориал
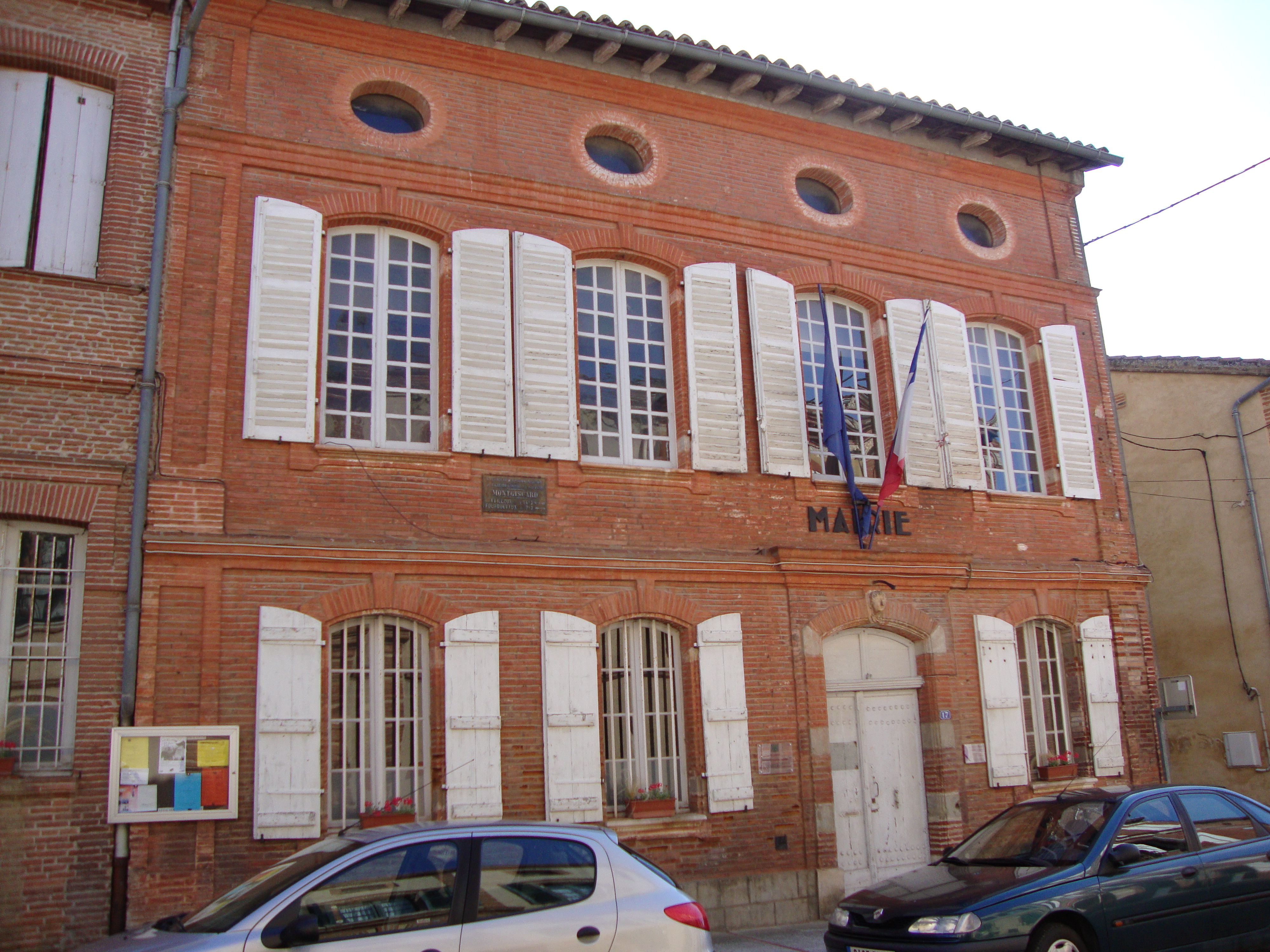
Мэрия
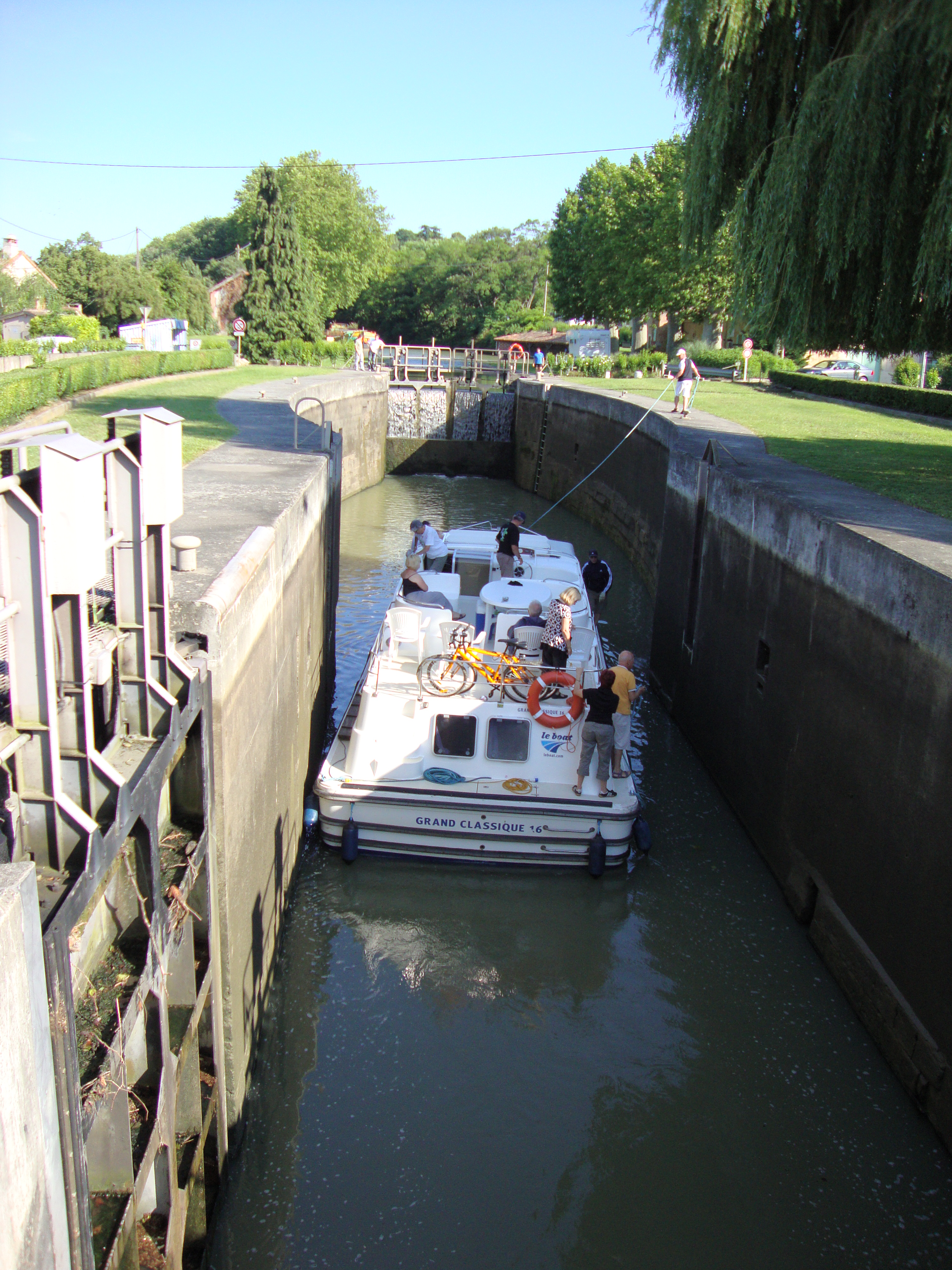
Южный канал
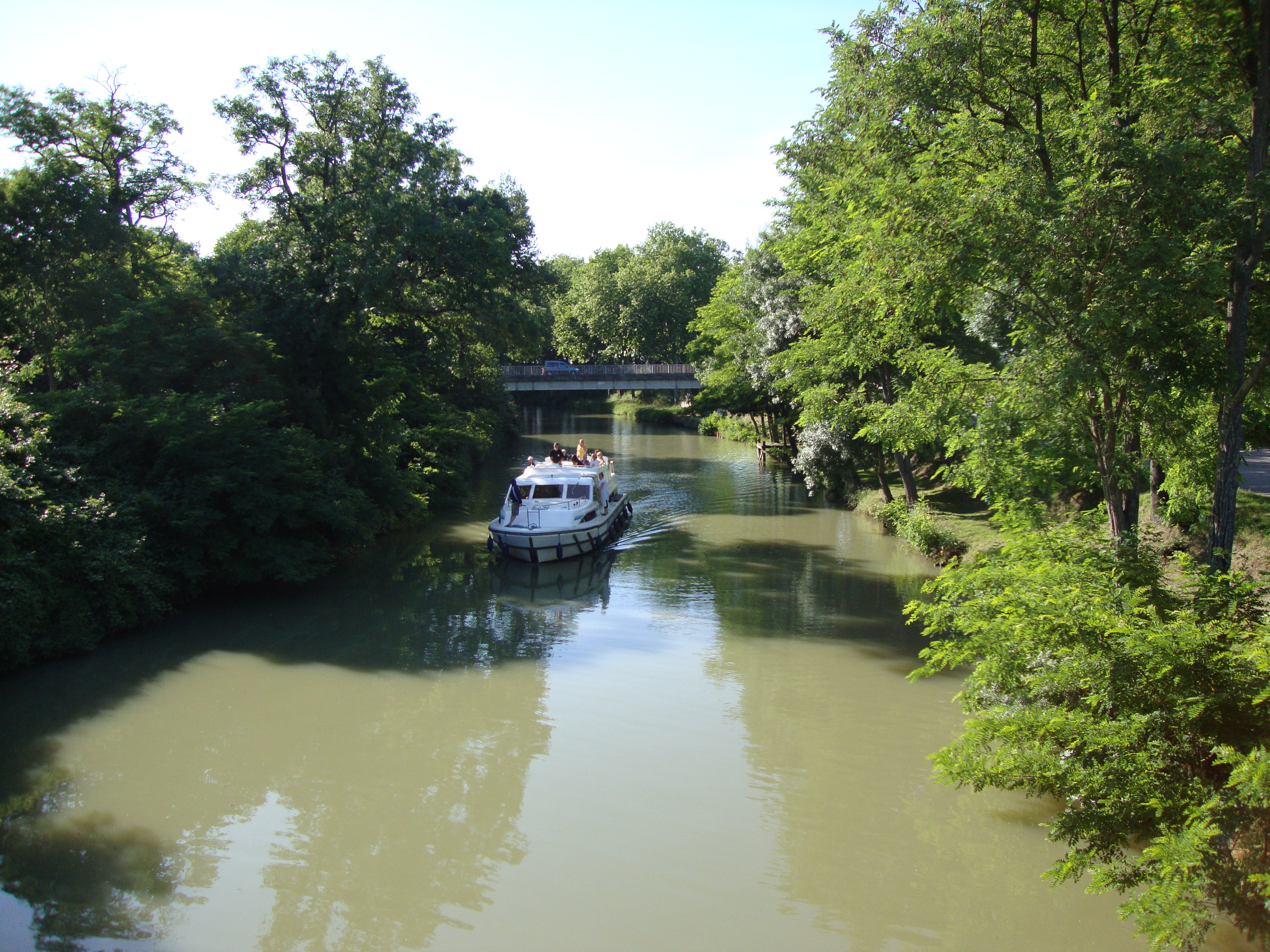
Южный канал